# Catapyrgus spelaeus
Catapyrgus spelaeus är en snäckart som beskrevs av Frank Climo 1974. Catapyrgus spelaeus ingår i släktet Catapyrgus och familjen tusensnäckor. Inga underarter finns listade i Catalogue of Life.